# 西里尔·纳普
西里尔·弗朗齐歇克·纳普（捷克語：Cyril František Napp；1792年10月5日—1867年7月22日）是奥地利-捷克的圣奥古斯丁修道会修道院院长，热衷教育与学术。他对园艺与农学颇有研究，并大力支持继任者格雷戈尔·孟德尔在布尔诺圣托马斯修道院的工作。

## 生平
纳普出生于耶维奇科，父亲路德维希（Ludwig）为德裔手套工匠。他早年在当地接受教育，后赴奥洛穆茨大学攻读哲学。1811年毕业后加入位于布尔诺的圣托马斯修道院，1815年正式受任神职。1817年成为神学院教授，1824年升任修道院院长。他倡导学术研究，将修道院发展为学术中心。他主持编纂院内藏书目录，开展植物研究，并积极支持孟德尔的工作。1827年，他帮助在摩拉维亚和西里西亚成立了一家火灾保险公司。作为1829至1861年间地区委员会代表，他参与摩拉维亚政治事务，并通过影响摩拉维亚侯爵推动布尔诺理工大学的建设。1865年起担任摩拉维亚-西里西亚农业、自然和区域研究促进会会长。纳普还以布尔诺合唱团为平台支持音乐家发展。虽为德裔，他积极推动捷克民族复兴运动，担任布拉格捷克博物馆顾问。
纳普逝世后，修道院院长一职由格雷戈尔·孟德尔继任。